# Stadion Galgenwaard
Il Galgenwaard Stadion è uno stadio di calcio situato a Utrecht, dal 1970 lo stadio di casa dell'Utrecht. Lo stadio, che all'inizio del secolo ha subito un ristrutturamento importante, ha una capienza di quasi 24.500 spettatori.

## Storia
Il nome si riferisce ai Galghenwaard che, come nel Medioevo venivano chiamati, viene considerato un sito in cui in passato si facevano le esecuzioni. Il territorio fu usato per secoli per la terra e l'orticoltura. La storia del primo Galgenwaard Stadium iniziò negli anni Trenta.

### I primi anni
Utrecht aveva bisogno di un luogo in cui potessero essere praticate diverse discipline sportive. Prima che lo stadio fosse costruito ci furono alcuni ostacoli. Oltre ai problemi legati al periodo di crisi, quando fu deciso di iniziare la costruzione vi furono delle superstizioni sul posto in cui doveva essere costruito lo stadio.
Il 21 maggio 1936  il nuovo stadio fu inaugurato. In quel periodo nello stadio non si disputavano solo le partite di calcio ma anche le corse di ciclismo, corse di levrieri, di atletica leggera, ginnastica e ospitò persino i congressi dei Testimoni di Geova. I club che giocavano nello stadio erano gli Hercules e il DOS. Le partite erano molto attese dal pubblico a quel tempo. In ogni partita vi era una media di 16.000 spettatori.

### Il nuovo Galgenwaard
Lo stadio dopo 45 anni di esistenza evidenziava molti problemi e il 21 aprile 1981 fu una giornata memorabile per il vecchio stadio Galgenwaard. Non solo si concluse un pezzo di storia dopo la partita Utrecht - PSV per la demolizione del vecchio Galgenwaard ma fu anche l'inizio di un nuovo periodo con un nuovo stadio. Il nuovo stadio cominciò ad essere utilizzato nel 1982 ed era allora uno degli stadi più moderni del mondo, in particolare grazie ai canali che conducevano al campo.
Nell'estate del 1998 lo stadio Galgenwaard fu utilizzato per l'hockey su prato. Il manto erboso è stato sostituito da uno sintetico. Per la prima volta uomini e donne hanno giocato una Coppa del Mondo insieme, questi tornei sono normalmente divisi. Guidata da Roelant Oltmans la squadra maschile olandese ha vinto la Coppa del Mondo di hockey su prato.

### Ristrutturazione
Dopo venti anni l'FC Utrecht approvò un piano di espansione all'inizio del 2000 per l'allargamento di una tribuna a nord e a est.
La tribuna vecchia è stata poi immediatamente ristrutturata
dopo la ristrutturazione l'FC Utrecht aveva due belle, impressionanti, nuove gradinate sui lati lunghi del campo. Le tribune sui lati corti sono stati sostituite. Caratteristica dello stadio dopo la ristrutturazione, gli angoli aperti, che fanno passare il vento verso il campo. L'attuale stadio ha una capienza di 24.900 posti a sedere. Dietro la galleria maratona è presente un grande palazzetto dello sport, usato per il basket, pallavolo e ginnastica. Oltre allo stadio vi sono due torri residenziali, che costituiscono un complesso denominato Apollo Residence. La sede del FC Utrecht è sin dal 1º gennaio 2002 al Galgenwaard Stadium.

## Numero spettatori
- 1987-1988: 5.412 spettatori
- 1988-1989: 6688 spettatori
- 1989-1990: 7.759 spettatori
- 1990-1991: 8.593 spettatori
- 1991-1992: 6665 spettatori
- 1992-1993: 6776 spettatori
- 1993-1994: 6.038 spettatori
- 1994-1995: 7.406 spettatori
- 1995-1996: 7.559 spettatori
- 1996-1997: 10.371 spettatori
- 1997-1998: 11.971 spettatori
- 1998-1999: 13.065 spettatori
- 1999-2000: 13.211 spettatori
- 2000-2001: 13.594 spettatori
- 2001-2002: 13.076 spettatori
- 2002-2003: 16.198 spettatori
- 2003-2004: 17.400 spettatori
- 2004-2005: 19.718 spettatori
- 2005-2006: 19.524 spettatori
- 2006-2007: 20.004 spettatori
- 2007-2008: 20.360 spettatori
- 2008-2009: 20.612 spettatori